# Typopsilopa keiseri
Typopsilopa keiseri är en tvåvingeart som beskrevs av Wirth 1968. Typopsilopa keiseri ingår i släktet Typopsilopa och familjen vattenflugor.
Artens utbredningsområde är Madagaskar. Inga underarter finns listade i Catalogue of Life.